# Bahnhof Berlin Zoologischer Garten
Bahnhof Berlin Zoologischer Garten (röviden Bahnhof Zoo) vasútállomás Németországban, Berlin Charlottenburg kerületében a Hardenbergplatzon, a Berlini Állatkert közvetlen szomszédságában. A német vasútállomás-kategóriák közül a második csoportba tartozik.
A Berlini Stadtbahn átmenő állomásainak egyike, és átszállási pont az S-Bahn, az U-Bahn, a regionális expressz és a regionális vonatok között.
Az állomáskomplexumhoz tartozik a Berliner Verkehrsbetriebe (BVG) által üzemeltetett azonos nevű földalatti állomás. A Hardenbergplatzon található buszpályaudvaron a BVG buszjárataira (beleértve a metrót és az éjszakai buszokat is) lehet átszállni.
Berlin felosztása idején az állomás a város nyugati részének legfontosabb közlekedési csomópontja volt a távolsági személyszállítás számára.
A Bahnhof Zoo 2015 óta mintegy 100 millió euróból újították fel. A főcsarnok nagyrészt 2021 elején készült el. Az állomást naponta mintegy 100 000 utas használja.

## Vasútvonalak
Az állomást az alábbi vasútvonalak érintik:
- Berlini Stadtbahn

## Forgalom
| Járat  | Útvonal |
| ------ | --- |
| IC 447 | Berlin Ostbahnhof – Berlin Zoologischer Garten – Potsdam – Brandenburg – Magdeburg – Hannover – Bielefeld – Hamm – Essen – Düsseldorf – Köln |
| IRE    | Berlin Ostbahnhof – Berlin Zoologischer Garten – Stendal – Salzwedel – Uelzen – Lüneburg – Hamburg |
| HBX    | Harz-Berlin-Express Berlin Ostbahnhof – Berlin Zoologischer Garten – Potsdam – Magdeburg – Halberstadt – Quedlinburg – Thale / Wernigerode – Vienenburg – Goslar |
| LOC    | Locomore Berlin-Lichtenberg – Berlin Ostbahnhof – Berlin Hauptbahnhof – Berlin Zoologischer Garten – Wolfsburg – Hannover – Göttingen – Kassel-Wilhelmshöhe – Fulda – Hanau – Frankfurt (Main) Süd – Darmstadt – Heidelberg – Vaihingen (Enz) – Stuttgart |
| RE 1   | Magdeburg – Brandenburg – Potsdam – Berlin Zoologischer Garten – Fürstenwalde (Spree) – Frankfurt (Oder) (– Cottbus) |
| RE 2   | Wismar – Schwerin – Wittenberge – Berlin Zoologischer Garten – Königs Wusterhausen – Lübben (Spreew) – Cottbus |
| RE 7   | Dessau – Bad Belzig – Beelitz-Heilstätten – Michendorf – Berlin Zoologischer Garten – Berlin-Schönefeld Flughafen – Rangsdorf – Wünsdorf-Waldstadt |
| RB 14  | Nauen – Berlin-Spandau – Berlin Zoologischer Garten – Berlin Ostbahnhof – Berlin-Schönefeld Flughafen |
| RB 21  | Berlin Friedrichstraße – Berlin Zoologischer Garten – Berlin Wannsee – Potsdam – Golm – Wustermark |
| RB 22  | Berlin Friedrichstraße – Berlin Zoologischer Garten – Berlin Wannsee – Potsdam – Golm – Saarmund – Berlin-Schönefeld Flughafen – Königs Wusterhausen |
|        | Westkreuz – Charlottenburg – Savignyplatz – Zoologischer Garten – Tiergarten – Bellevue – Hauptbahnhof – Friedrichstraße – Hackescher Markt – Alexanderplatz – Jannowitzbrücke – Ostbahnhof – Warschauer Straße – Ostkreuz – Nöldnerplatz – Lichtenberg – Friedrichsfelde Ost – Biesdorf – Wuhletal – Kaulsdorf – Mahlsdorf – Birkenstein – Hoppegarten – Neuenhagen – Fredersdorf – Petershagen Nord – Strausberg – Hegermühle – Strausberg Stadt – Strausberg Nord                                                         |
|        | Potsdam Hauptbahnhof – Babelsberg – Griebnitzsee – Wannsee – Nikolassee – Grunewald – Westkreuz – Charlottenburg – Savignyplatz – Zoologischer Garten – Tiergarten – Bellevue – Hauptbahnhof – Friedrichstraße – Hackescher Markt – Alexanderplatz – Jannowitzbrücke – Ostbahnhof – Warschauer Straße – Ostkreuz – Nöldnerplatz – Lichtenberg – Friedrichsfelde Ost – Springpfuhl – Poelchaustraße – Marzahn – Raoul-Wallenberg-Straße – Mehrower Allee – Ahrensfelde                                                        |
|        | Ostkreuz – Nöldnerplatz – Lichtenberg – Friedrichsfelde Ost – Springpfuhl – Gehrenseestraße – Hohenschönhausen – Wartenberg |
|        | Pankow – Vinetastraße – Schönhauser Allee – Eberswalder Straße – Senefelderplatz – Rosa-Luxemburg-Platz – Alexanderplatz – Klosterstraße – Märkisches Museum – Spittelmarkt – Hausvogteiplatz – Stadtmitte – Mohrenstraße – Potsdamer Platz – Mendelssohn-Bartholdy-Park – Gleisdreieck – Bülowstraße – Nollendorfplatz – Wittenbergplatz – Zoologischer Garten – Ernst-Reuter-Platz – Deutsche Oper – Bismarckstraße – Sophie-Charlotte-Platz – Kaiserdamm – Theodor-Heuss-Platz – Neu-Westend – Olympia-Stadion – Ruhleben |
|        | Osloer Straße – Nauener Platz – Leopoldplatz – Amrumer Straße – Westhafen – Birkenstraße – Turmstraße – Hansaplatz – Zoologischer Garten – Kurfürstendamm – Spichernstraße – Güntzelstraße – Berliner Straße – Bundesplatz – Friedrich-Wilhelm-Platz – Walther-Schreiber-Platz – Schloßstraße – Rathaus Steglitz |

## Kapcsolódó állomások
A vasútállomáshoz az alábbi állomások vannak a legközelebb:
- Berlin-Charlottenburg állomás (Magdeburg Hauptbahnhof, RE 1)
- Berlin Hauptbahnhof (Stadtbahn) (Bahnhof Frankfurt (Oder), RE 1)
- Fern- und Regionalbahnhof Berlin-Spandau (Wismar railway station, RE 2)
- Berlin Hauptbahnhof (Stadtbahn) (Bahnhof Schönefeld (bei Berlin), RB 14 (Nauen - Berlin Schönefeld Flughafen))
- Berlin Hauptbahnhof (Stadtbahn) (Cottbus Hauptbahnhof, RE 2)
- Berlin-Charlottenburg állomás (Nauen railway station, RB 14 (Nauen - Berlin Schönefeld Flughafen))
- Berlin Hauptbahnhof (Stadtbahn) (2022. december 11. – , Senftenberg station, RE 7 (Berlin/Brandenburg))
- Berlin-Charlottenburg állomás (2022. december 11. – , Dessau Hbf, RE 7 (Berlin/Brandenburg))
- Berlin Hauptbahnhof (Stadtbahn) (2022. december 11. – , Berlin Ostkreuz, RE 8)
- Berlin-Charlottenburg állomás (2022. december 11. – , Wismar railway station, RE 8)
- Berlin Hauptbahnhof (Stadtbahn) (Bahnhof Flughafen BER, RB23)
- Berlin-Charlottenburg állomás (Golm station, RB23)
- Berlin Hauptbahnhof (Stadtbahn) (Berlin Ostbahnhof, Harz-Berlin-Express)
- Bahnhof Berlin-Wannsee (Goslar, Harz-Berlin-Express)

## Képgaléria

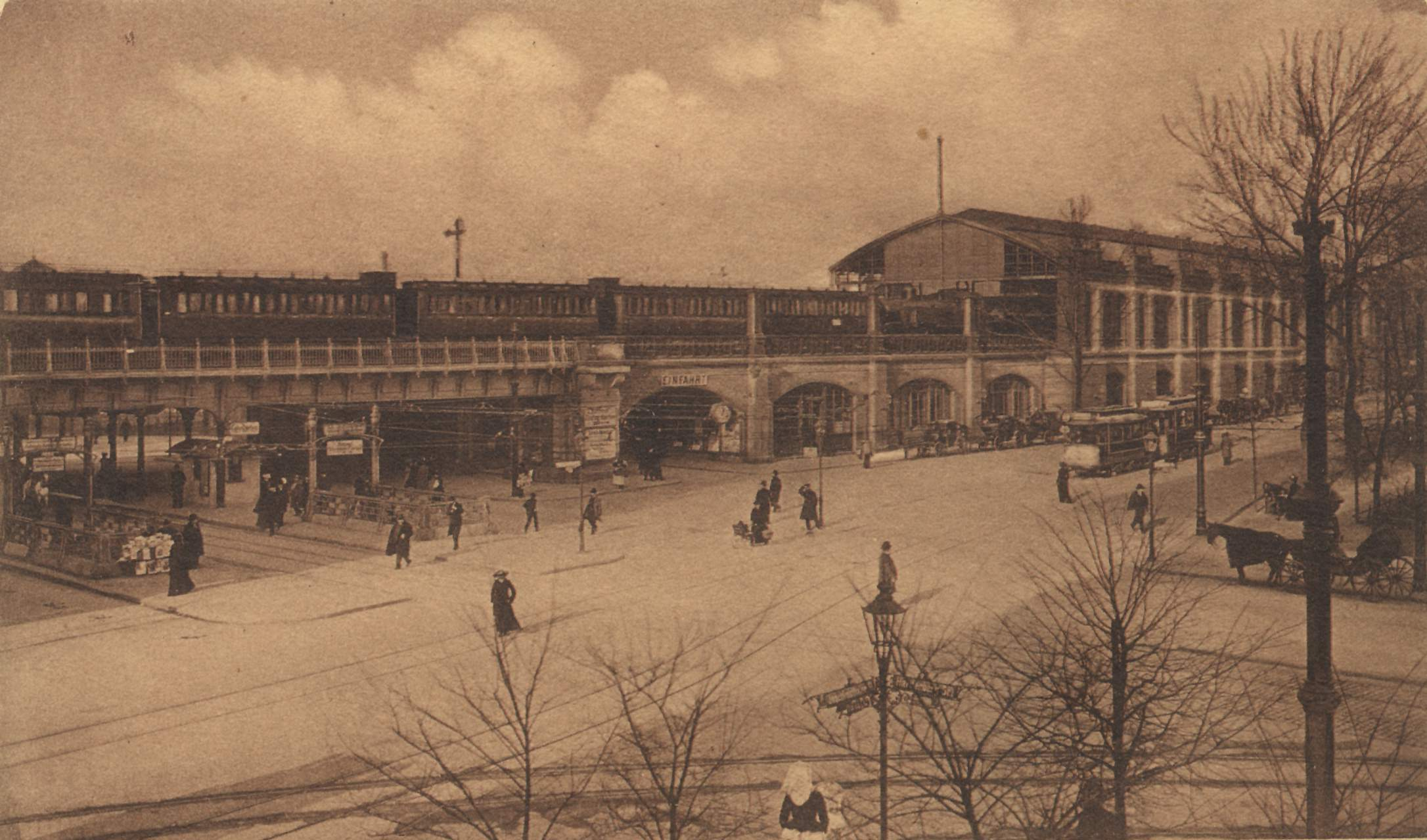
Az állomás 1900 körül
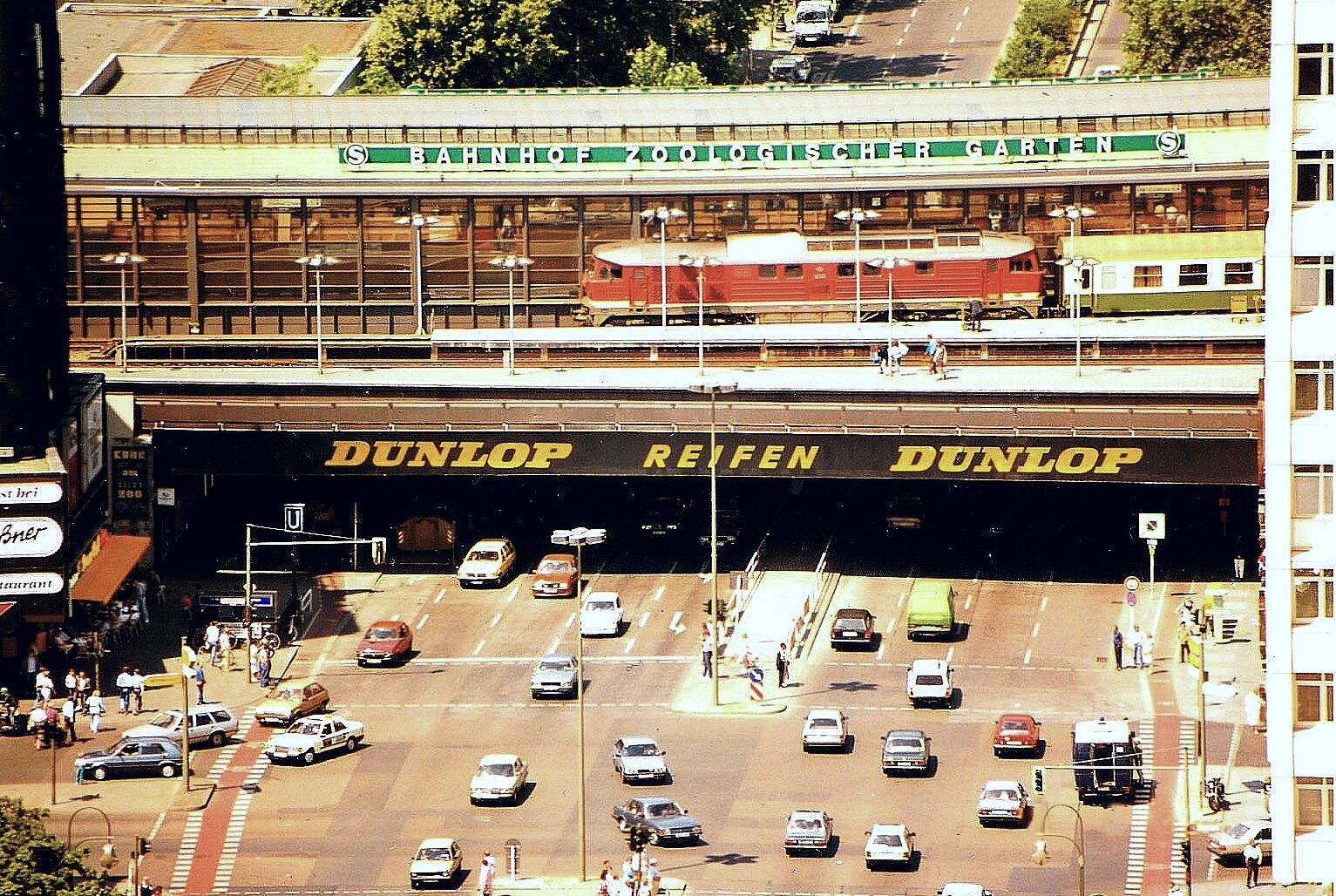
Az állomás 1989-ben
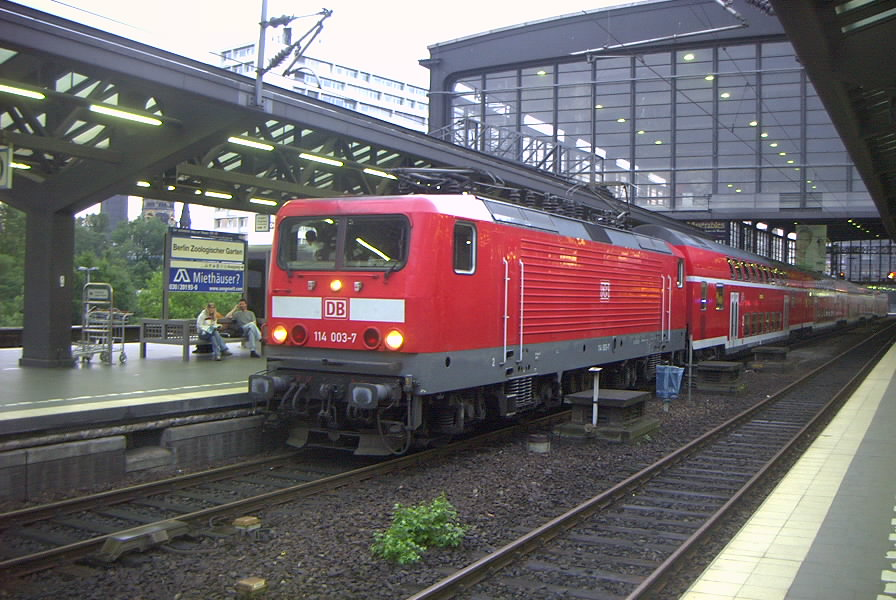
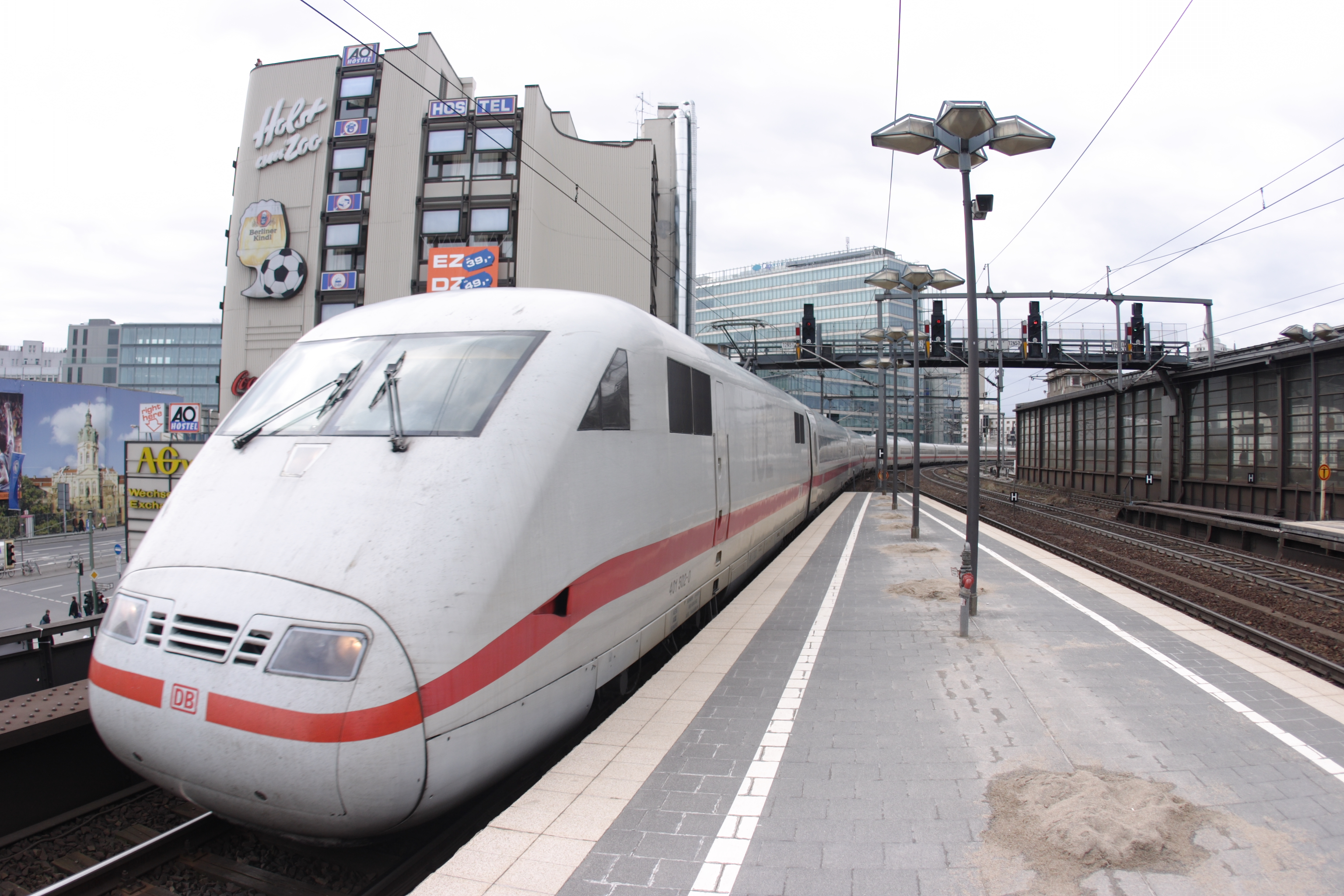
ICE vonat az állomáson
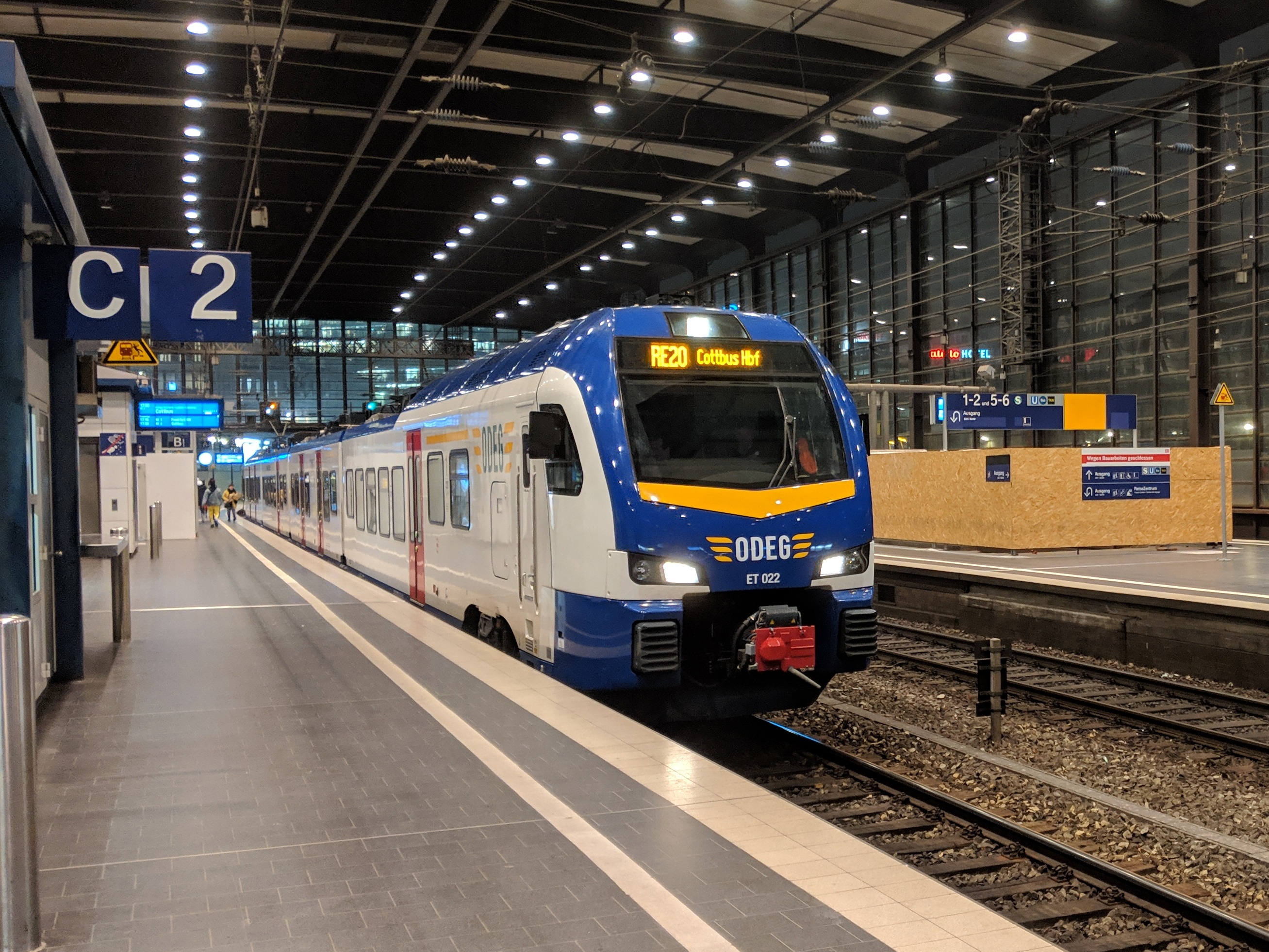
Az ODEG magánvasút szerelvénye
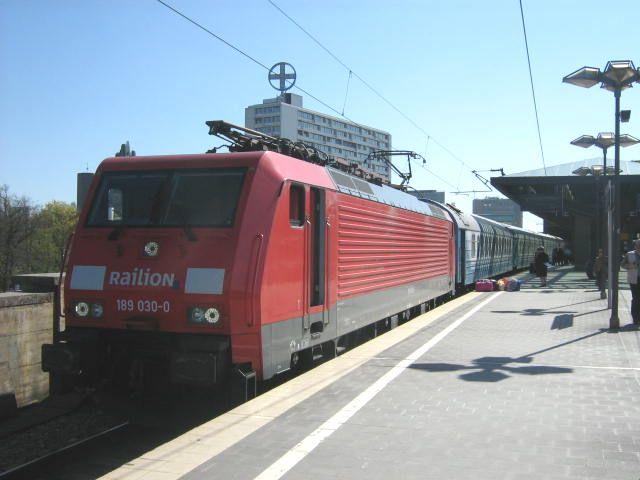
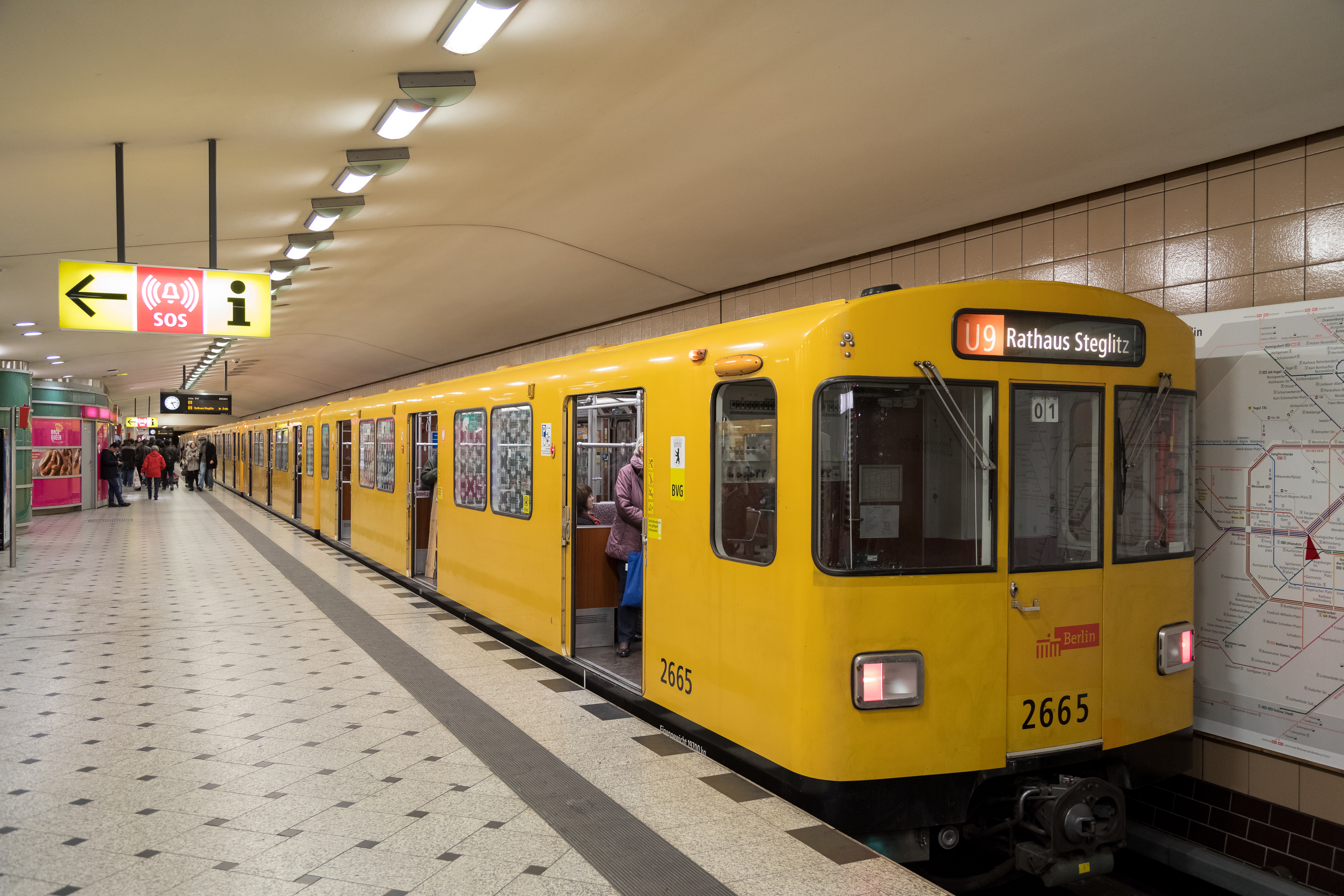
Metróállomás a vasútállomás alatt
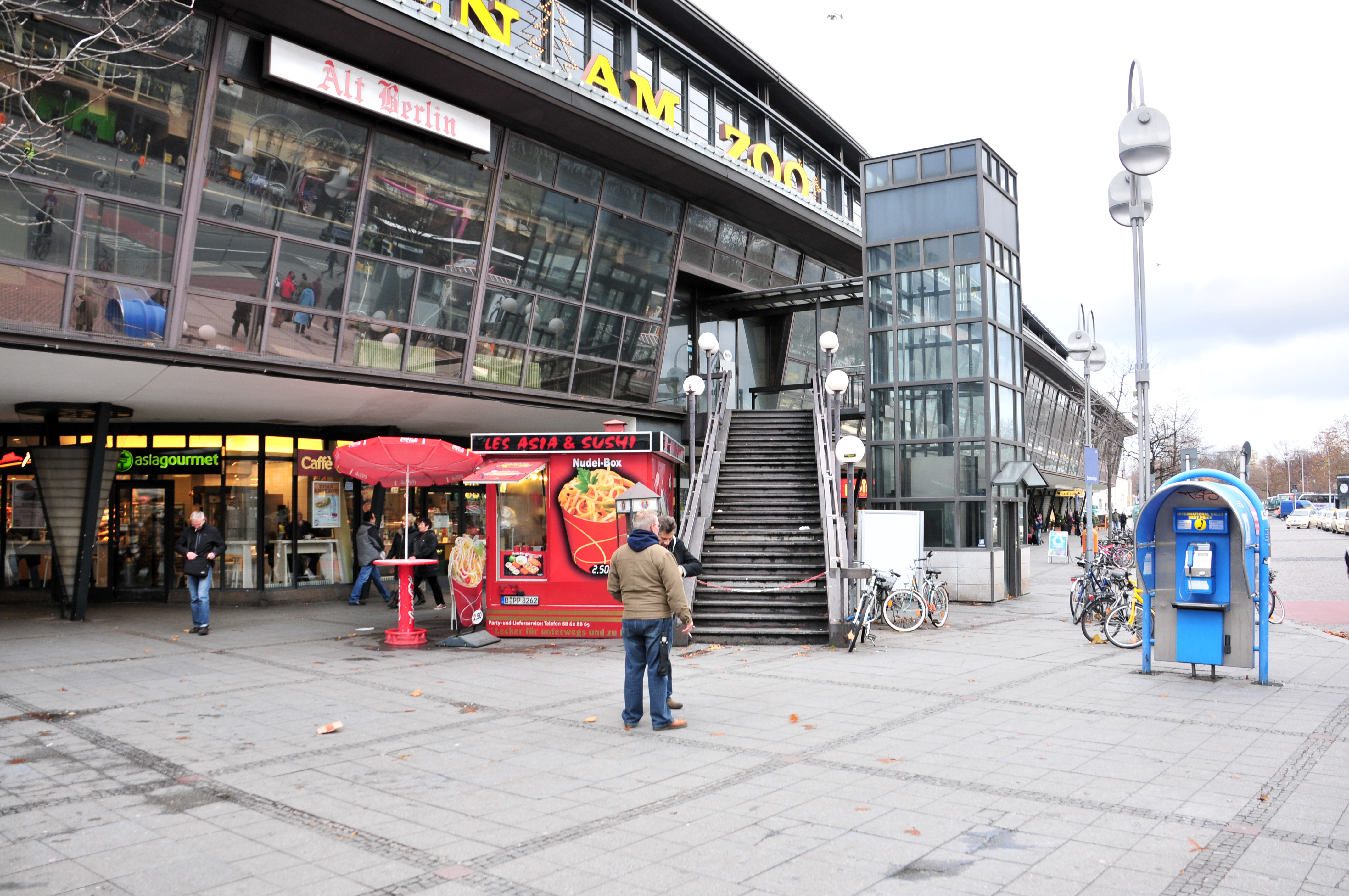
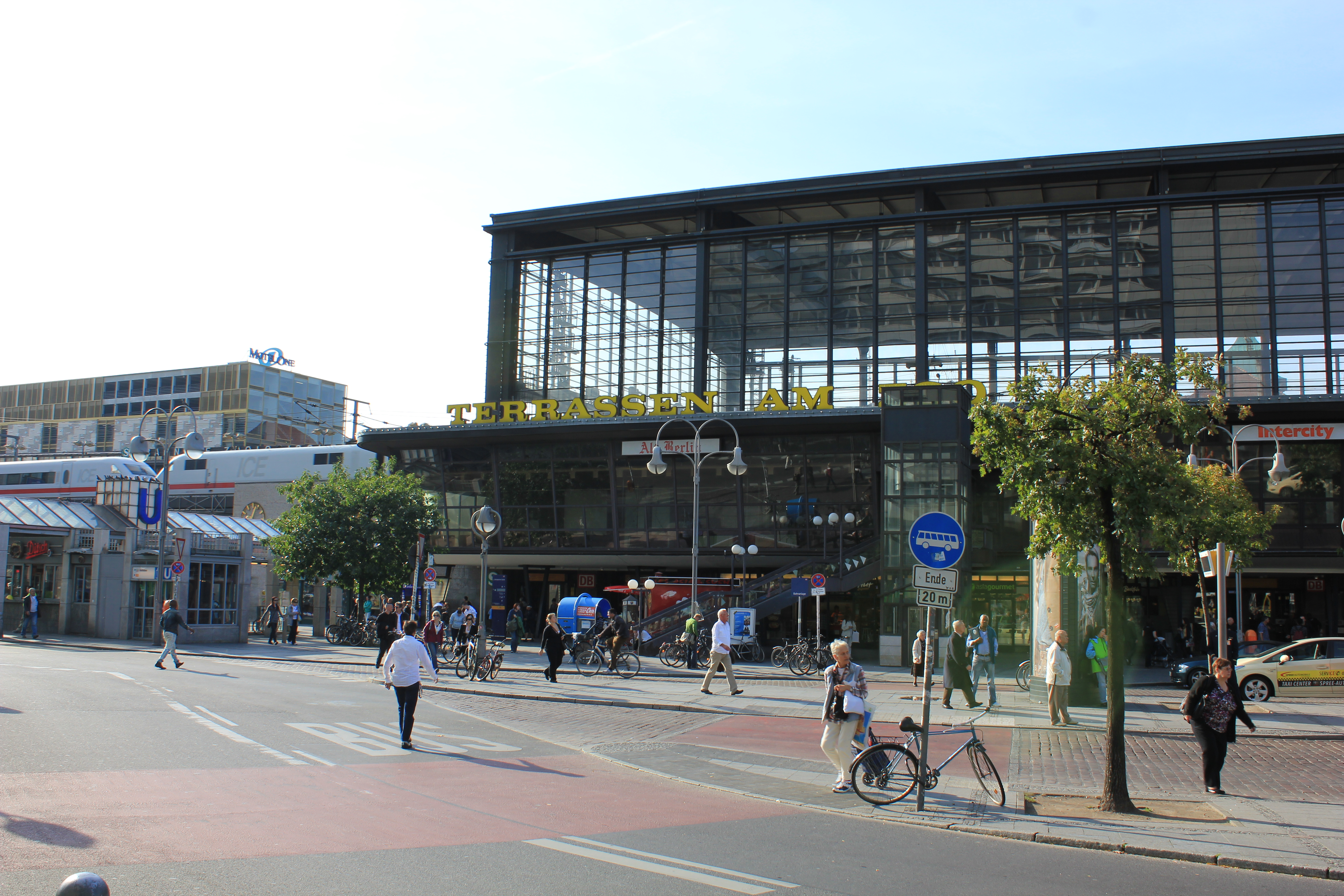
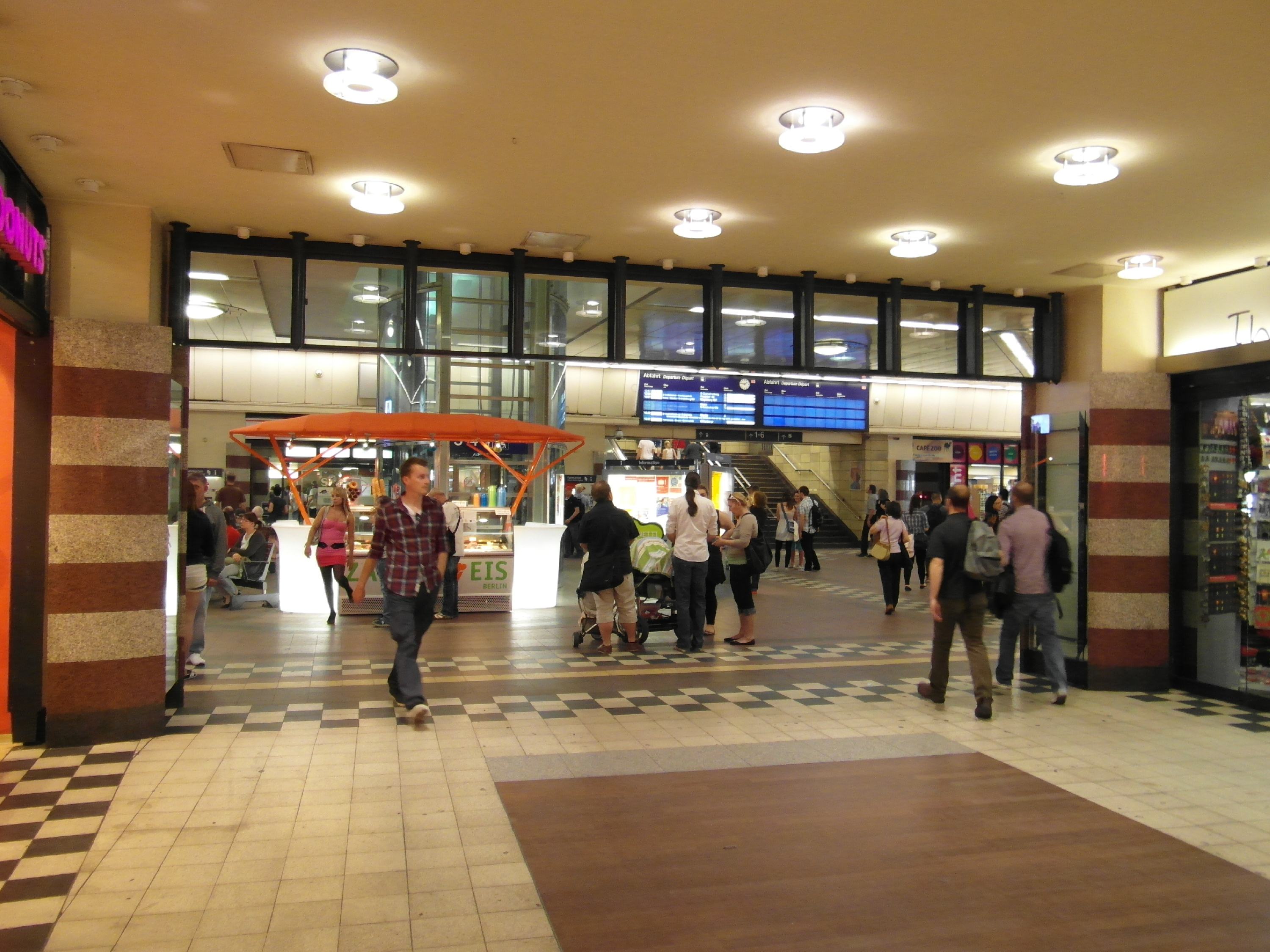